# St. Matthäus (Niederntudorf)

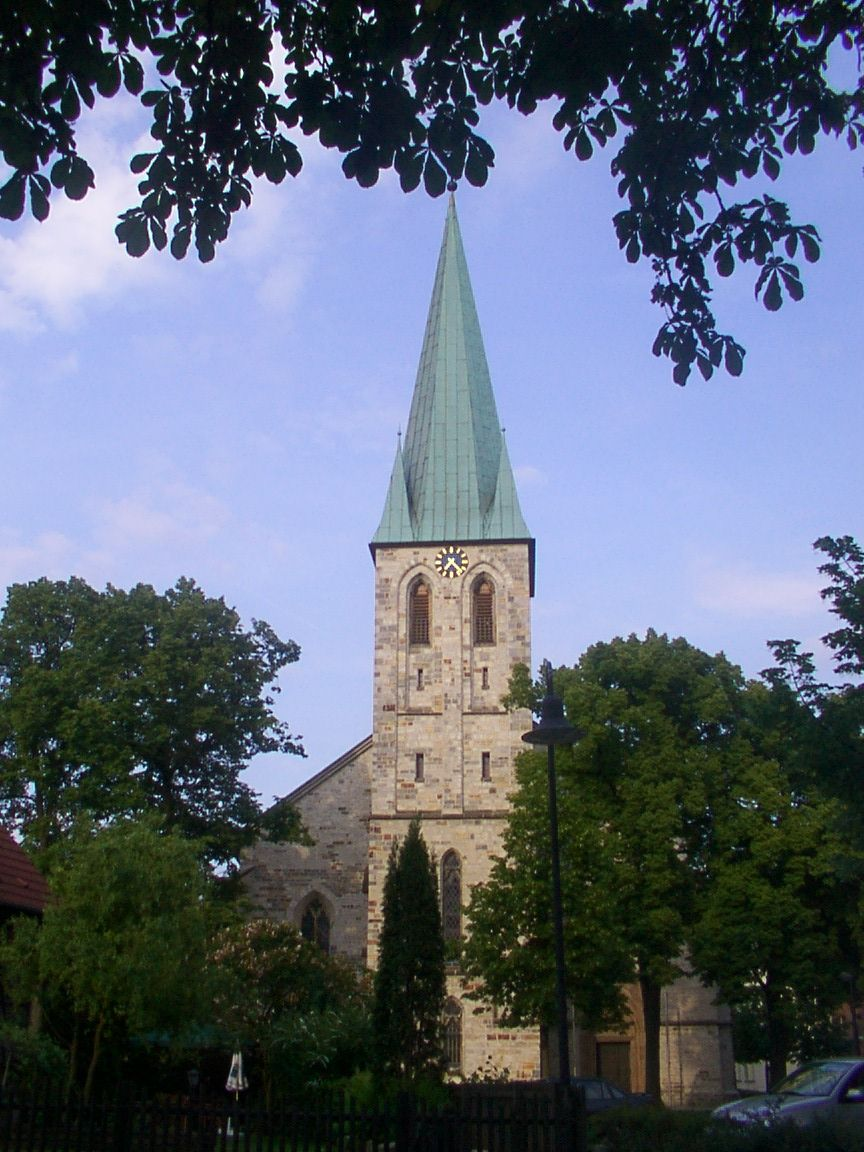
St. Matthäus

Die katholische Pfarrkirche St. Matthäus ist ein denkmalgeschütztes Kirchengebäude in Niederntudorf, einem Stadtteil von Salzkotten im Kreis Paderborn in Nordrhein-Westfalen.
Die Hallenkirche wurde von 1853 bis 1857 errichtet.

## Ausstattung
- Eine Kanzel vom Anfang des 19. Jahrhunderts
- Ein Beichtstuhl mit der Kreuztragung Christi von 1739
- Maria und Johannes von einer Kreuzigungsgruppe um 1500
- Hl. Meinolf um 1500, später modern gefasst[1]